# Allioniellopsis cryphaeoides
Allioniellopsis cryphaeoides är en bladmossart som beskrevs av Ryszard Ochyra 1982. Allioniellopsis cryphaeoides ingår i släktet Allioniellopsis och familjen Sematophyllaceae. Inga underarter finns listade i Catalogue of Life.